# Euthalia tyrtaeus
Euthalia tyrtaeus är en fjärilsart som beskrevs av Otto Staudinger 1886. Euthalia tyrtaeus ingår i släktet Euthalia och familjen praktfjärilar. Inga underarter finns listade i Catalogue of Life.